# Cykliniarka
Cykliniarka — rodzaj szlifierki, służący do cyklinowania. Jest to urządzenie elektryczne składające się z silnika elektrycznego, połączonego z bębnem, na którym znajduje się papier ścierny.
Cykliniarka to nazwa potoczna. Prawidłowa nazwa tego narzędzia to szlifierka taśmowa. Występuje w dwóch wersjach:
- z taśmą od spodu, służy do szlifowania ("cyklinowania") podłóg drewnianych, co następuje przez posuwanie maszyny po podłodze przez operatora
- z taśmą z wierzchu, wersja stacjonarna, służy do szlifowania elementów kładzionych na taśmie. Stosowana w stolarstwie, ale także do wygładzania ślizgów nart i snowboardów.